# Atarba connexa
Atarba connexa là một loài ruồi trong họ Limoniidae. Chúng phân bố ở miền Australasia.